# 阿古杜斯
阿古杜斯是巴西圣保罗州的一个市镇。总面积967.591平方公里，总人口36188人，人口密度37.4人/平方公里。